# Quận Keokuk, Iowa
Quận Keokuk là một quận thuộc tiểu bang Iowa, Hoa Kỳ. Quận lỵ đóng ở Sigourney6. Quận được đặt tên theo. Dân số theo điều tra năm 2000 của Cục điều tra dân số Hoa Kỳ là 11.400 người.

## Địa lý
Theo Cục điều tra dân số Hoa Kỳ, quận này có diện tích 1502 km2, trong đó có 2 km2 là diện tích mặt nước.